# Eritema ab igne
L'eritema ab igne è una condizione della pelle causata da esposizione prolungata e ripetuta al calore (radiazione infrarossa). La prolungata esposizione a radiazioni termiche per la pelle può portare allo sviluppo di eritema reticolato, iperpigmentazione, teleangectasie nella zona interessata. Alcune persone possono lamentare lieve prurito e una sensazione di bruciore, ma spesso, tranne nei casi in cui sia marcato, può passare inosservato.

## Cause
Diversi tipi di fonti di calore possono causare questa condizione ad esempio:
- Applicazione ripetuta di borse d'acqua calda, coperte riscaldanti o altri strumenti che trasmettono calore per il trattamento del dolore (es. lombalgia cronica).[1]
- Esposizione ripetuta a sedili d'auto riscaldati, stufe, caminetti.[2] L'esposizione ripetuta o prolungata ad un riscaldatore è una causa comune di questa condizione nei soggetti anziani.
- Rischi professionali di addetti a piccole fonderie (faccia esposta al calore), panettieri e cuochi (braccia)
- Appoggiare lungamente un computer portatile sulla coscia. In letteratura medica sono riportati diversi casi di eritema ab igne indotti da computer portatile: le temperature di funzionamento di questi strumenti (in genere comprese tra 43-47 °C) possono causare questo disturbo della pelle.[3][4] Alcuni computer portatili sono stati addirittura associati con ustioni cutanee.[5]
- Nel Kashmir si sono verificati casi legati all'uso di un Kanger (un vaso riempito di brace utilizzato per riscaldarsi e tenuto sotto gli abiti tradizionali)
- Un classico riscontro in soggetti affetti da pancreatite cronica;[6] talvolta visibile anche in soggetti affetti da ipotiroidismo, linfedema o cancro.[7][8]

## Storia
Questa forma di dermatite fu descritta per la prima volta dal dermatologo londinese Horatio George Adamson nel 1909.

## Diagnosi differenziale
- Livedo reticularis
- Vasculite

## Patogenesi
La patogenesi dell'eritema ab igne rimane sconosciuta. È stato proposto che l'esposizione alla radiazione termica possa indurre danni epidermici di vasi sanguigni superficiali e in seguito dilatazione vascolare. La successiva deposizione di emosiderina può verificarsi in una distribuzione reticolare. È proprio lo stravaso di eritrociti e la deposizione di emosiderina che segue a comportare l'iperpigmentazione.

## Trattamento
L'interruzione del contatto con la fonte di calore è il trattamento iniziale dell'eritema ab igne. Se l'area è solo leggermente colpita ed appare lievemente arrossata, la condizione può risolversi in pochi mesi. Se la condizione è grave e la cute appare marcatamente pigmentata e atrofica, una risoluzione spontanea è improbabile. In questo caso, esiste la possibilità che si possa formare un carcinoma a cellule squamose oppure un carcinoma neuroendocrino (ad esempio un carcinoma a cellule di Merkel).
Se successivamente alla insorgenza dell'eritema ab igne compare una piaga persistente che non si rimargina, oppure un nodulo che cresce all'interno del rash cutaneo, si deve eseguire una biopsia cutanea per escludere la possibilità di evoluzione verso un cancro della pelle.
Se l'eritema ab igne dimostra modificazioni in senso pre-canceroso, è stato suggerito l'uso di 5-fluorouracile in crema o terapia fotodinamica. Le anomalie cutanee pigmentate possono persistere per anni. Il trattamento con tretinoina topica o laser terapia può migliorare l'aspetto estetico.

## Epidemiologia
L'eritema ab igne in un recente passato era piuttosto frequente nelle persone anziane che stavano sedute in prossimità di un caminetto o una stufa elettrica. Tuttavia, l'eritema ab igne è stato anche riportato in individui giovani. Le donne presentano una maggiore incidenza del disturbo rispetto agli uomini. Sebbene il generalizzarsi di sistemi di riscaldamento centralizzato abbia ridotto l'incidenza complessiva di eritema ab igne, il disturbo è ancora talvolta evidenziabile in persone esposte ad altre fonti di calore, come termocoperte elettriche, borse d'acqua calda e dispositivi elettronici (in particolare computer portatili).